# Baralho

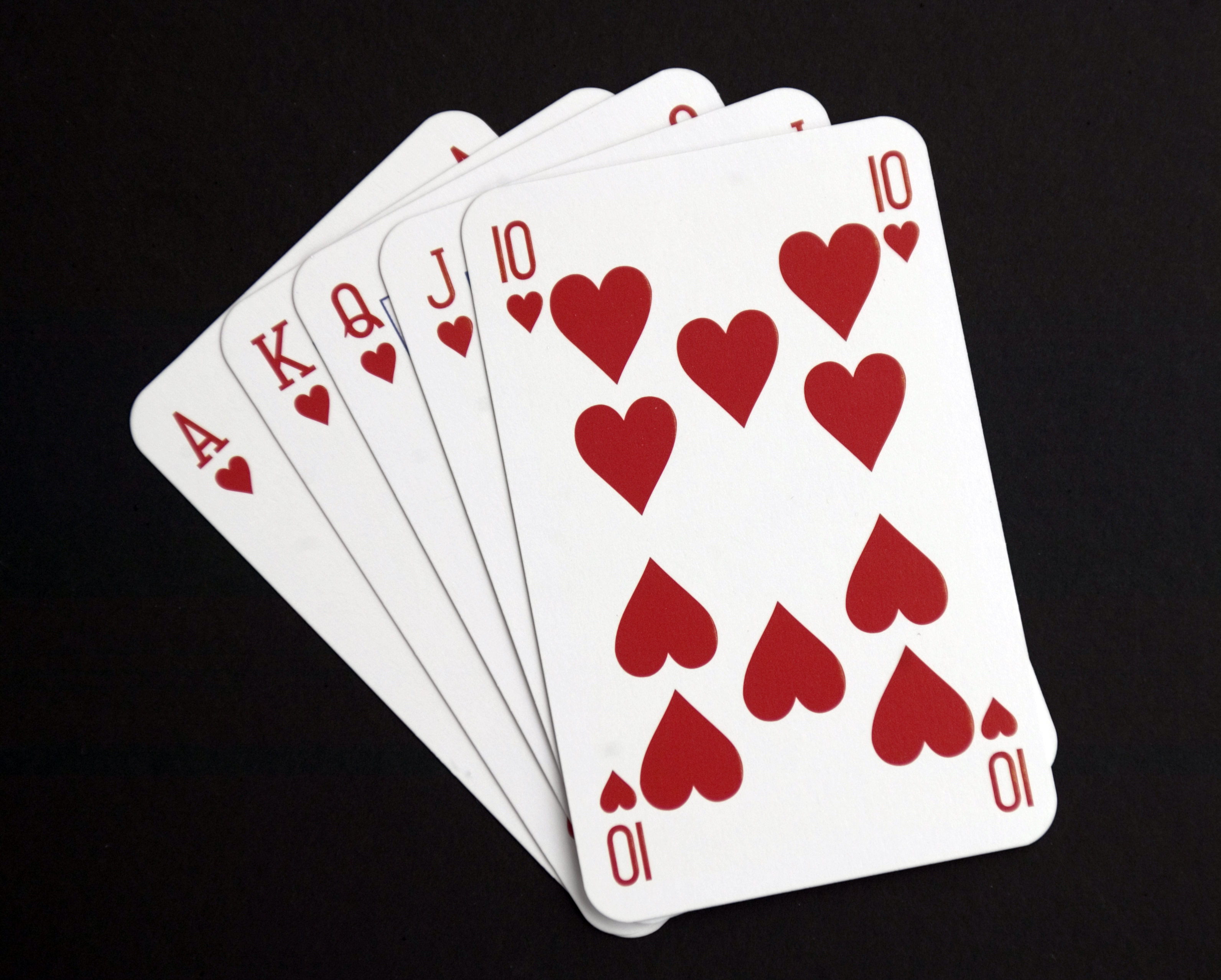
Um Royal Straight Flush de (copas) num baralho francês.

O baralho é um conjunto de cartas ilustradas e numeradas criado por volta do século X na China, depois espalhando-se por todo o mundo. Além do uso em vários tipos de jogos de cartas, também tem sido utilizados para adivinhação, educação e ilusionismo.
O termo baralho advém do fato de que, antes das repartidas, as cartas serem misturadas ou embaralhadas pelo crupiê ou por algum jogador designado para fazê-lo.

## História
Não há indícios de quem tenha sido o seu criador mas os registros mais antigos do baralho vêm da literatura chinesa do século X sendo suas primeiras versões pintadas manualmente, tornando de difícil reprodução. 
O baralho foi introduzido por mercadores Árabes na Europa durante o século XIV e acabou se desenvolvendo diversas versões em cada país, porém o modelo que acabou sendo mais adotado no mundo é o britânico, desenvolvido pelos franceses em 1480.[carece de fontes?]
A partir do século XV, o desenvolvimento dos processos de impressão e de fabricação de papel propiciou a popularização do baralho em vários países.
Em meados do século XV, surgiu em Portugal um tipo de baralho cuja origem se desconhece e cujo desenho passou a ser conhecido por baralho português. Este baralho difundiu-se pelo Oriente, levado pelos navios portugueses, sendo mais tarde imitado e adaptado à sua própria cultura, por japoneses, indonésios e indianos. O padrão português acabou por se extinguir em finais do século XIX, em detrimento do padrão francês, universalmente aceito na atualidade.
Apesar desta existência antiga, as cartas do baralho português só foram fabricadas em Portugal a partir de 1769, quando foi criada a Real Fábrica de Cartas de Jogar de Lisboa, anexa à Impressão Régia.
Há quem acredite que o baralho foi inventado pelo pintor francês Jacquemin Gringonneur, sob encomenda do rei Carlos VI de França. Gringonneur desenvolveu as cartas do jogo de forma que representassem a divisão da sociedade francesa através de seus naipes, sendo copas o clero; espadas a nobreza; paus os camponeses; ouros a burguesia.[carece de fontes?]

## Significado das cartas
Mais tarde, atribuíram-se significados específicos às cartas com figuras, representando personalidades históricas e bíblicas. São elas:
Rei de Ouros — Júlio César, geralmente com um machado que simboliza as legiões romanas;
Rei de Espadas — o rei israelita Davi;
Rei de Copas — o rei Carlos Magno;
Rei de Paus — Alexandre, o Grande;
Dama de Ouros — Raquel, esposa de Jacó;
Dama de Espadas — A deusa grega Atena;
Dama de Copas — Judite, personagem bíblica;
Dama de Paus — Elizabeth I de Inglaterra;
Valete de Ouros — Heitor, Príncipe de Troia;
Valete de Espadas — Napoleão Bonaparte, imperador francês; ou Holger Danske, rei dinamarquês (conforme imagem cartas);
Valete de Copas — Dante Alighieri, escritor italiano; ou La Hire (Étienne de Vignolles) (conforme imagem cartas);
Valete de Paus — Sir Lancelot.
A carta que tem a frente com maior liberdade de criação é o curinga ou joker, que representaria os palhaços dos jograis realizados nos castelos medievais.

## Componentes do baralho
O naipe jogos de baralho é um retângulo de papel grosso, cartolina, cartão ou plástico, com um lado estampado com diversas cores e símbolos (geralmente número e naipes) chamado de face e o outro estampado num padrão comum a todas as cartas de cada baralho de modo que se esconda o valor da face.
A quantidade de cartas mais comum, e que é utilizada em vários jogos, é a que que compõe o baralho inglês de 52 cartas (o qual podem ser acrescentados uma ou duas cartas chamadas jokers ou, no Brasil, curingas), divididas nos quatro naipes franceses, com cada naipe contendo cartas numeradas de 2 a 10, o Ás, e as cartas figuradas valete, dama e rei. Os jogos que utilizam este baralho podem usá-lo todo ou um subconjunto obtendo uma menor quantidade de cartas. Os subconjuntos mais comuns são os que excluem os 10s, 9s e 8s dos quatro naipes, totalizando 40 cartas (A K Q J 7 6 5 4 3 2) são chamados de "baralho sujo", e os que excluem os 10s, 9s, 8s, 7s, 6s, 5s e 4s, totalizando 24 cartas (A K Q J 3 2) são chamados de "baralho limpo".[carece de fontes?]

## O surgimento do Curinga
A carta somente foi introduzida aos baralhos nos meados do século XIX por influência de um jogo alemão chamado Euchre, derivado do Juckerspiel, no qual ela ocupava o topo da hierarquia. Imigrantes alemães que se instalaram no estado da Pensilvânia, nos EUA, acabaram levando o Euchre e, consequentemente, o Curinga para a América do Norte, onde a carta ganhou popularidade instantânea.
A inclusão do Joker (Curinga, em inglês) abriu as portas para a criação de variantes em uma infinidade de jogos e caiu no gosto dos praticantes do carteado. Os baralhos utilizados pelos soldados durante a Guerra Civil norte-americana (1861-1865) já contavam com o Curinga, e esse passou a ser o padrão da maioria dos baralhos produzidos desde então.
Vale ressaltar que o papel do Curinga varia de acordo com cada jogo. Em alguns, ele pode substituir qualquer carta; em outros, é a carta de menor valor e muitas vezes simplesmente é excluído do baralho, entre outras possibilidades.

## Tipos

### Baralho francês de 52 cartas
O principal baralho de 52 cartas, em uso atualmente, inclui 13 cartas de cada um dos quatro naipes franceses, paus (♣), ouros (♦), copas (♥) e espadas (♠), com cartas de figuras. Cada naipe inclui um ás, que descreve um único símbolo de seu naipe (muito grande, muitas vezes apenas o ás de espadas) um rei, uma rainha, e um valete, cada um representado com um símbolo de seu naipe, com valores de dois a dez, com cada cartão mostrando o número de símbolos de seu naipe. Para além destas 52 cartas, baralhos comerciais geralmente incluem dois curingas. Em muitos jogos, os curingas não são usados. Os curingas são geralmente distinguidos pela cor.
|          | 1 | 2 | 3 | 4 | 5 | 6 | 7 | 8 | 9 | 10 | Valete | Dama | Rei |
| -------- | - | - | - | - | - | - | - | - | - | -- | ------ | ---- | --- |
| Paus:    |   |   |   |   |   |   |   |   |   |    |        |      |     |
| Ouros:   |   |   |   |   |   |   |   |   |   |    |        |      |     |
| Copas:   |   |   |   |   |   |   |   |   |   |    |        |      |     |
| Espadas: |   |   |   |   |   |   |   |   |   |    |        |      |     |

### Baralho francês de 56 cartas
O baralho de 56 cartas (baralho cavalheiresco) em uso hoje inclui 14 valores de cada um dos quatro naipes franceses, paus (♣), ouros (♦), copas (♥) e espadas (♠) com cartas de figuras, e é usado especialmente em jogos de cartas como rook, copas, espadas e mighty. Ele aumenta o baralho de 52 cartas-padrão, com quatro cartas da corte, ou seja, cavaleiro de paus, cavaleiro de ouros, cavaleiro de copas e cavaleiro de espadas. Elas correspondem estritamente às cartas Arcanos Menores do baralho de tarô francês.
|          | 1 | 2 | 3 | 4 | 5 | 6 | 7 | 8 | 9 | 10 | Valete | Cavaleiro | Dama | Rei |
| -------- | - | - | - | - | - | - | - | - | - | -- | ------ | --------- | ---- | --- |
| Paus:    |   |   |   |   |   |   |   |   |   |    |        |           |      |     |
| Ouros:   |   |   |   |   |   |   |   |   |   |    |        |           |      |     |
| Copas:   |   |   |   |   |   |   |   |   |   |    |        |           |      |     |
| Espadas: |   |   |   |   |   |   |   |   |   |    |        |           |      |     |

### Baralho lusófono
O baralho mais usado nos países lusófonos tem 52 cartas, distribuídas em 4 grupos - também chamados de naipes - os quais têm 13 cartas de valores diferentes. Os nomes dos naipes em português (mas não os símbolos) são similares aos usados no baralho espanhol de quarenta cartas. São eles espadas (♠), paus (♣), copas (♥) e ouros (♦), embora sejam usados os símbolos franceses.
Cada naipe tem 13 cartas, sendo elas um ás (representado pela letra A), todos os números de 2 a 10, e três figuras: o valete (também chamado de Jorge), representado pela letra J (do inglês jack), a dama (também chamada de rainha) representada pela letra Q (do inglês queen) e o rei, com a letra K (do inglês king). Ao ás, geralmente, é dado o valor 1 e às figuras são dados, respectivamente, os valores de 11, 12 e 13. Nos jogos de canastra o ás tem valor de 1 ou de 14 (baralho com 52 cartas). Também é comum ver a carta 2 como curinga nos jogos de canastra.
Os nomes dos naipes em espanhol, correspondentes ao baralho de 52 cartas, não têm as mesmas denominações do baralho espanhol de 40 cartas que são oros, copas, espadas e bastos, mas seus correspondentes diamantes, corazones, pique e treboles.
Alguns jogos também incorporam um par de cartas com valor especial, e que nunca aparecem com naipe: os curingas (Brasil) ou jokers (Portugal).

### Baralho ítalo-espanhol de 40 cartas
O baralho ítalo-espanhol é composto por 40 cartas com 10 valores de cada um dos quatro naipes, numeradas de Ás a 7 e de Valete a Rei, excluindo-se as cartas 8, 9 e 10. É usado para jogos tais como truco (e para as suas variações como o truco cego, ou espanhol, ou argentino, ou uruguaio, ou gaudério), bisca (ou bríscola), escopa (ou escova), entre outros comuns às regiões que têm influência espanhola e italiana.

### Baralho de tarot de 78 cartas
O baralho de tarot de 78 cartas, e subconjuntos do mesmo, são usados para uma variedade de jogos europeus de trick-tracking. O baralho de tarot se distingue da maioria dos outros baralhos pelo uso de um naipe de trunfos separado de 21 cartas, e um bobo, cujo papel varia de acordo com o jogo específico. Além disso, ele difere do baralho francês de 52 cartas pela utilização de uma carta de corte adicional em cada naipe, o cavaleiro ou cavalo. Na Europa, o baralho é conhecido principalmente como um baralho de cartas de jogar; nas Américas, o baralho é conhecido sobretudo por seu uso em cartomancia, os trunfos e o bobo compõem os arcanos maiores, enquanto as 56 cartas de naipe compõem os arcanos menores.

### Baralhos personalizados
Recentemente surgiram novos jogos de cartas, entre os quais o primeiro grande êxito foi o Magic, the gathering. Trata-se de jogos complexos que utilizam um conjunto variável de cartas, que os jogadores devem coleccionar, cada uma das quais tem um conjunto de características que a distingue das demais e que são alteradas pela interacção com as outras cartas.

## Naipes
Em um baralho de cartas existem quatro naipes: Espadas (♠️); Paus (♣); Copas (♥️); Ouros (♦️). Dependendo da região, os naipes são denominados por outros símbolos e nomes das figuras.

## Dia do Baralho
A partir de 2013, no Brasil, a Copag passou a fazer uma campanha para se comemorar o Dia do Baralho. O dia escolhido foi 13/09, em homenagem ao baralho "Copag 139", o mais vendido do Brasil.